# Agnieszka Głowacka
Agnieszka Głowacka z domu Marek (ur. 18 czerwca 1982 w Jaworznie) – polska aktorka teatralna, filmowa i dubbingowa.

## Życiorys
Jest absolwentką Państwowej Szkoły Muzycznej I st. im. Grażyny Bacewicz w Jaworznie w klasie fortepianu. W 1993 roku brała udział w Międzynarodowym Konkursie im. Fryderyka Chopina w Getyndze (Niemcy). W roku 2001 ukończyła Państwowe Liceum Muzyczne im. Karola Szymanowskiego w Katowicach, w klasie oboju prof. Tomasza Miczki. W tym samym roku rozpoczęła studia na wydziale aktorskim Akademii Teatralnej im. Aleksandra Zelwerowicza w Warszawie. W 2004 roku, jeszcze przed zakończeniem studiów, debiutowała na deskach Teatru Nowego w Poznaniu w roli Lei z Dybbuka An-skiego w reżyserii Pawła Passiniego. W 2005 roku ukończyła studia aktorskie i związała się z Teatrem STU w Krakowie. Od 2002 roku aktorka współpracuje ze studiami dźwiękowymi, m.in. SDI Media, Master Film, Genetix.
Jest zawodniczką Polskiego Związku Jeździeckiego w barwach klubu sportowego Golden Dream. W 2006 roku zdobyła złoty medal Mistrzostw Polski w ujeżdżeniu w damskim siodle. Jest również dwukrotną Mistrzynią Polski Gwiazd (2005, 2006) w konkurencji ujeżdżenia.

## Role teatralne
- Król Lear, William Shakespeare, 2010, reż. Krzysztof Jasiński, Teatr STU w Krakowie, jako Regana
- Biesy, Fiodor Dostojewski, 2007, reż. Krzysztof Jasiński, Teatr STU w Krakowie, jako Maria Timofiejewna Lebiadkin
- Zemsta, Aleksander Fredro, 2005, reż. Krzysztof Jasiński, Teatr STU w Krakowie, jako Klara
- Alicja w Krainie Czarów, Lewis Carroll, 2005, reż. Paweł Passini, spektakl niezależny na terenach ASP w Warszawie
- Dybbuk, Szymon An-ski, 2004, reż. Paweł Passini, Teatr Nowy im. Tadeusza Łomnickiego w Poznaniu, jako Lea
- Ślub, Witold Gombrowicz, 2004, reż. Waldemar Śmigasiewicz, Teatr Collegium Nobilium w Warszawie, jako Matka

## Teatr radia
- Mikołaj Rej wysyła sms, 2005, Studio Agnieszki Osieckiej w Warszawie, czyta Agnieszka Marek
- Teatr Polskiego Radia – Erotyki, 2005, Studio Agnieszki Osieckiej w Warszawie, czyta Agnieszka Marek, Olga Sawicka, Wojciech Pszoniak, Krzysztof Banaszyk, na gitarze Janusz Strobel

## Polski dubbing

### Filmy
- 2012: Nie-Przyjaciele – Halley Brandon
- 2012: Disney's Friends for Change Games – Zendaya Coleman
- 2014: Zaplikowani – Zoey Stevens
- 2014: Zakochany wilczek 2: W świątecznym stylu – Fąfel
- 2014: Gra Endera – Valentine Wiggin

### Seriale
- 2002–2006: Mistrzowie kaijudo
- 2004–2007: Danny Phantom
- 2005: Po prostu Jamie – Sydney
- 2010: Tara Duncan – Livia
- 2010–2013: Taniec rządzi – Rocky Blue
- 2010: Hero 108 – Alpha Lala
- 2011: Tajemnice domu Anubisa – Patricia Williamson
- 2011: My Little Pony: Przyjaźń to magia – Rainbow Dash (wydanie VCD)
- 2012: Nadzdolni – Sequoia Jones
- 2012: Zdaniem Freda! – Bertha
- 2012: Przygody Sary Jane – Maria
- 2012: Wojownicze Żółwie Ninja – April O’Neil
- 2014: Czarownica Emma – Emma Alonso
- 2015: Nastoletnia agentka – K.C. Cooper

## Gry komputerowe
- 2007: Harry Potter i Zakon Feniksa –
  - Komiczny gargulec,
  - Gryfonka #3,
  - Krukonka #1
- 2010: Harry Potter i Insygnia Śmierci – Czarownica #5